# Confederação Gaya
Gaya (hangul: 가야; hanja: 加倻; rr: Gaya, AFI: [ka.ja]) foi uma confederação coreana de regimes na bacia do Rio Nakdong no sul da Península Coreana, originada da Confederação Byeonhan do período Samhan.
O período tradicional usado por historiadores para a cronologia de Gaya é 42-532 d.C. De acordo com evidências arqueológicas, nos séculos III e IV, algumas das cidades-estado de Byeonhan evoluíram para a Confederação de Gaya, que posteriormente foi anexada por Silla, um dos Três Reinos da Coreia. Os regimes individuais que compunham a confederação podem ser caracterizados como cidades-estado. Restos da cultura material de Gaya consistem principalmente de sepultamentos e seus conteúdos de bens mortuários que foram escavados por arqueólogos. Arqueólogos interpretam cemitérios do final do século III e do início do século IV, como os de Daeseong-dong em Gimhae e de Bokcheon-dong em Busan como os cemitérios reais dos regimes de Gaya.

## Nomes
Apesar de comumente referida como Gaya (가야; 加耶, 伽耶, 伽倻; AFI: [kaja]), provavelmente por causa da imprecisão da transcrição de palavras coreanas em hanja, fontes históricas usam uma variedade de nomes, incluindo Garak (가락; 駕洛, 迦落; AFI: [karak]), Gara (가라; 加羅, 伽羅, 迦羅, 柯羅; AFI: [kara]), Garyang (가량;加良; AFI: [karyan]), e Guya (구야; 狗耶; AFI: [kuja]). De acordo com Christopher I. Beckwith, "A ortografia Kaya é a leitura coreana moderna dos caracteres usados para escrever o nome; a pronúncia / kara / (transcricionalmente * kala) é certa."
Em japonês, Gaya é referida como Mimana (任那), um nome com consideráveis conotações políticas. Porém, a palavra kara (から, 韓 'Coreia', 唐 '[China de Tang]', 漢 '[China de Han]'), que provavelmente é o nome da Confederação de Gaya, foi preservada na língua japonesa com o sentido "China ou Coreia, Ásia oriental continental" e, mais recentemente, um sentido ainda mais vago de  "nação além do mar, país estrangeiro."

## Línguas
Linguistas, incluindo Alexander Vovin e Juha Janhunen, sugerem que as Línguas Japônicas eram faladas em grande parte do sul da Península Coreana. De acordo com Vovin, as "línguas japônicas peninsulares" foram substituídas por falantes de coreânico (possivelmente pertencente ao ramo Han).

## História
De acordo com a lenda registrada no Samguk Yusa escrito no séc XIII, no ano 42, seis ovos desceram do céu com a mensagem de que seriam reis. Seis garotos nasceram e amadureceram em doze dias. Um deles, chamado de Suro, se tornou o rei de Geumgwan Gaya e os outros cinco fundaram as outras "Gayas", a saber, Daegaya, Seongsan Gaya, Ara Gaya, Goryeong Gaya e Sogaya.
Os regimes de Gaya evoluíram a partir das estruturas principalmente políticas das doze tribos da antiga Confederação Byeonhan, uma das confederações de Samhan.  As chefaturas pouco organizadas evoluíram para seis grupos de Gaya, centrados em Geumgwan Gaya. Baseado em fontes arqueológicas e registros históricos limitados, estudiosos, como Sin, identificaram o final do século III como o período de transição entre Byeonhan e Gaya, com o aumento de atividades militares e a mudança de costumes funerários. Sin argumenta que isto estava associado à substituição da elite anterior em alguns principados (incluindo Daegaya) por elementos do Reino de Buyeo, que trouxeram uma ideologia e um estilo de governo mais militarista.
A confederação de Gaya foi desfeita sob pressão de Goguryeo entre 391 e 492, apesar de os últimos regimes de Gaya permanecerem independentes até serem conquistados por Silla em 562, como punição por auxiliar Baekje em uma guerra contra Silla.

## Economia
Os regimes se localizavam nas planícies aluviais dos vales dos afluentes e na foz do rio Nakdong. O estuário do Nakdong tem planícies férteis, acesso direto ao mar e ricos depósitos de ferro. A economia dos regimes de Gaya era baseada em agricultura, pesca, fundição e comércio à longa distância. Eram conhecidos principalmente por sua metalurgia, assim como Byeonhan tinha sido antigamente. Regimes de Gaya exportavam quantidades abundantes de minério de ferro, armaduras de ferro e outras armas para Baekje e para Wa, no Japão. Em contraste com os laços comerciais e não-políticos estabelecidos por Byeonhan, os regimes de Gaya parecem ter tentado manter fortes laços políticos com os reinos vizinhos.

## Regimes
Vários registros históricos listam um certo número de regimes de Gaya. Por exemplo, o Goryeo Saryak (고려사략; 高麗史略) lista cinco: Geumgwan Gaya, Goryeong Gaya, Bihwa Gaya, Ara Gaya e Seongsan Gaya.
Os vários regimes de Gaya formaram uma confederação entre os séculos II e III, que era centrada em Geumgwan Gaya, atual Gimhae. Após um período de declínio, a confederação foi revivida, por volta do final do século V e início do século VI, desta vez centrada em Daegaya, atual Condado de Goryeong. Porém, Gaya foi incapaz de se defender das incursões e ataques do reino vizinho de Silla.

## Controvérsia de Mimana/Imna
Relações comerciais e políticas com o Japão têm sido fonte de controvérsias nacionalistas em ambos os países. Jornalistas japoneses do século XX usavam o Nihon Shoki, que alega que Gaya (chamada de "Mimana", também "Kara" em japonês) foi uma base militar do Japão durante o Período Yamato (300–710). Enquanto não há evidências, esta teoria tem sido referida em várias ocasiões por imperialistas japoneses, nacionalistas e pela prensa para justificar o regime colonial da Coreia entre os sécs. XIX e XX.
Evidências arqueológicas sugerem que os regimes de Gaya foram os principais exportadores de tecnologia e cultura para Kyushu na antiguidade. A teoria de uma base militar japonesa no sul da península é amplamente rejeitada na Coreia, pois naquela época não havia nenhum grupo com poderio militar suficiente para conquistar Gaya ou qualquer outra parte da Coreia.

## Galeria

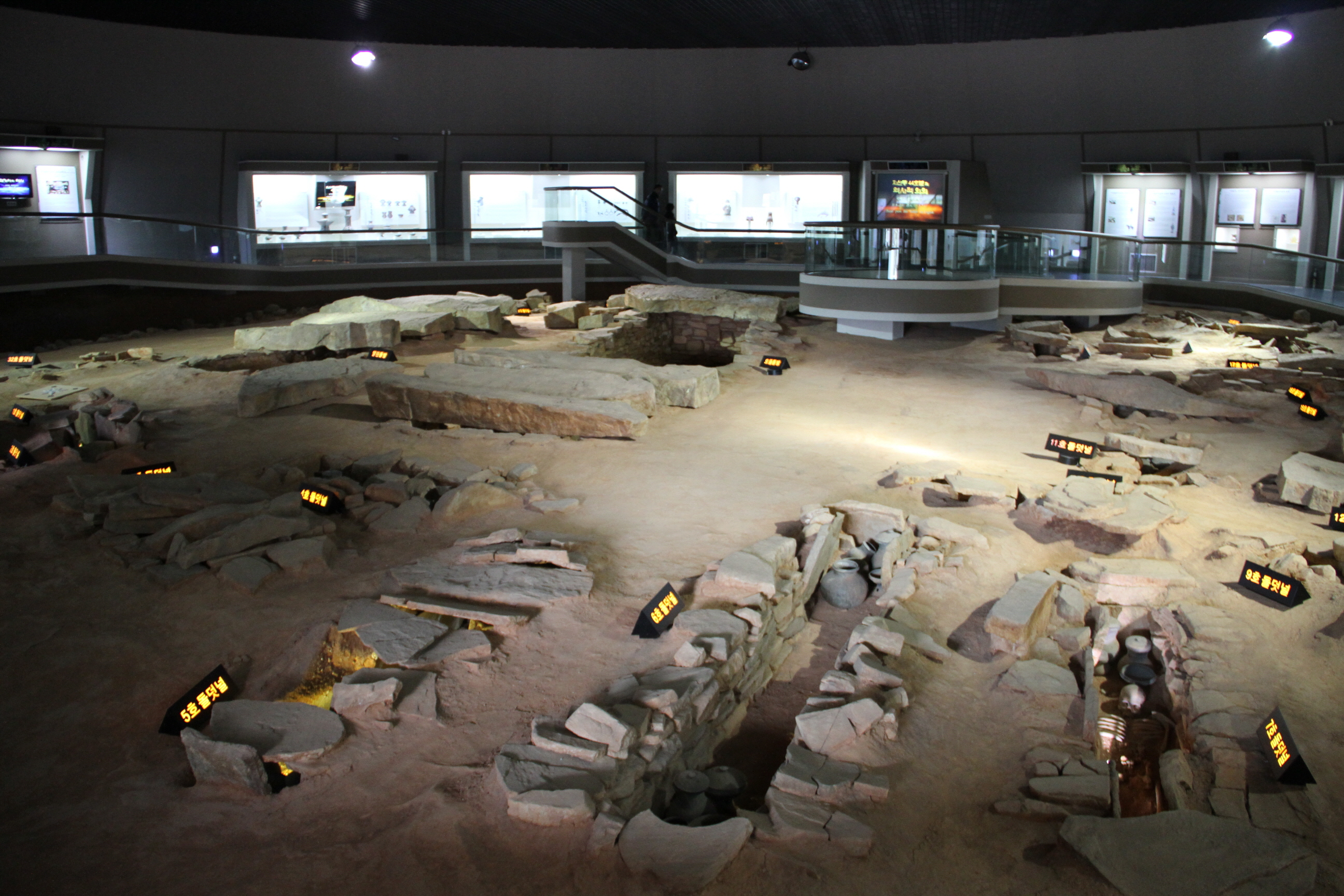
Exibição da tumba real de Daegaya. Goryeong, Gyeongsangbuk-do.
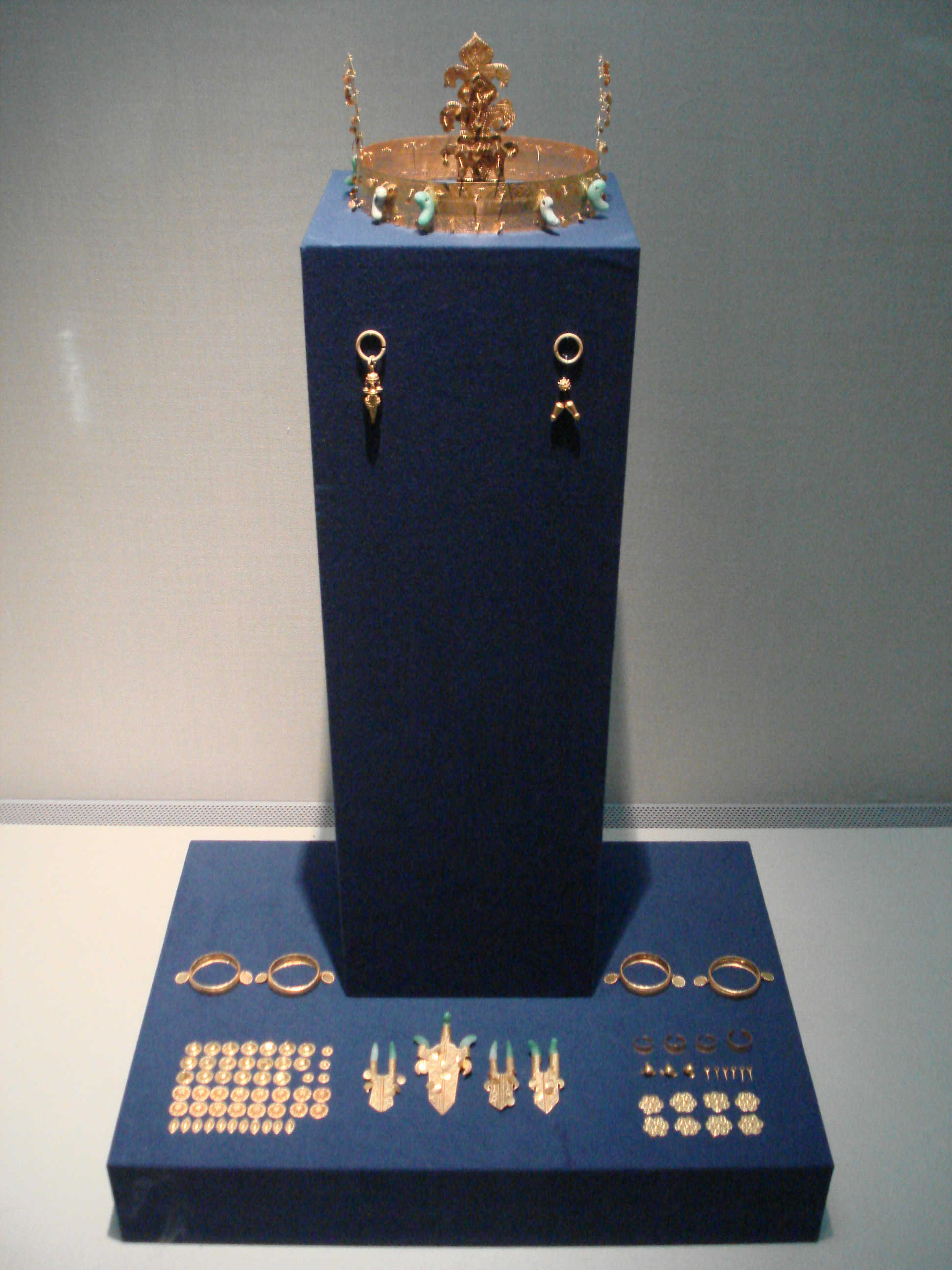
Coroa de ouro e acessórios.
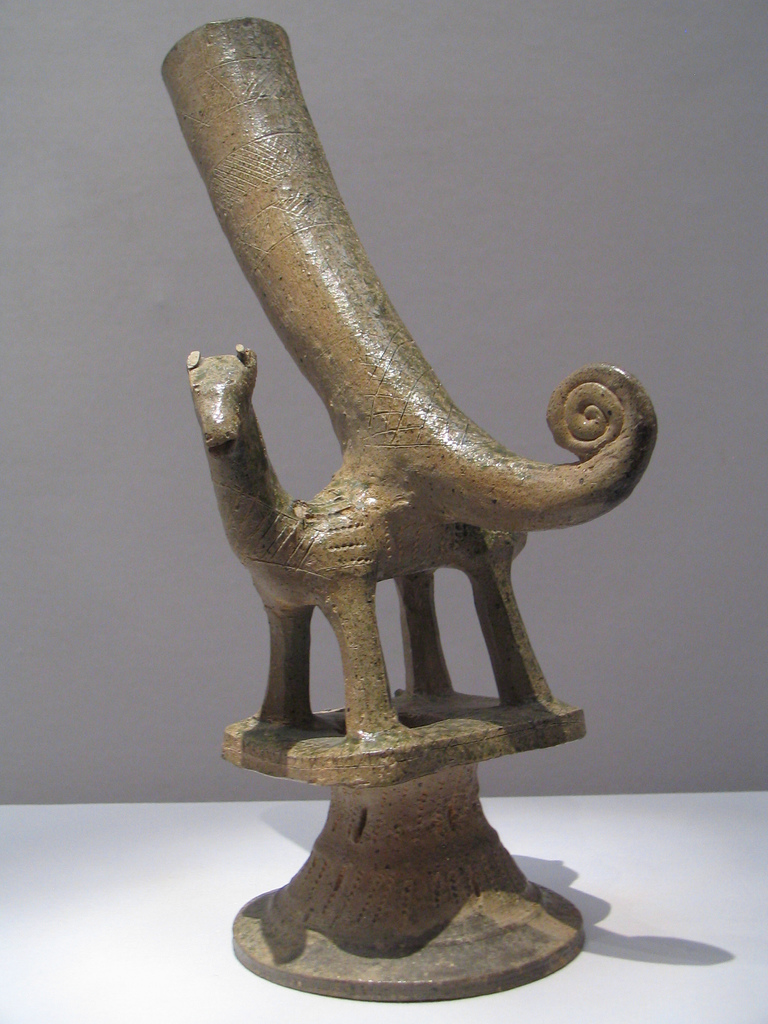
Copo em forma de chifre de Gaya que pode ilustrar a conexão da cultura persa com a Coreia através da Rota da Seda.
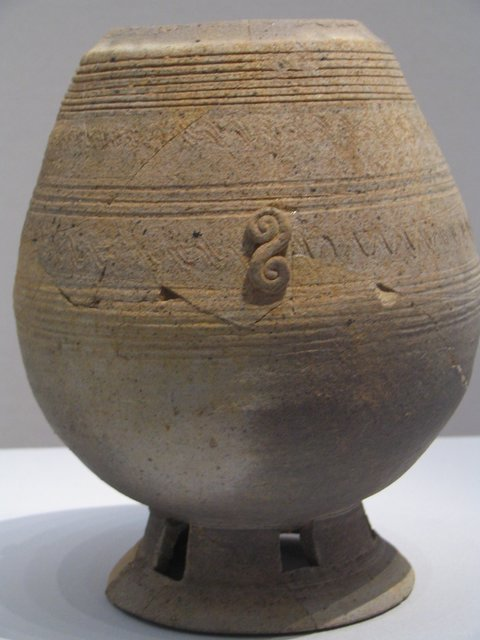
Cerâmica de Gaya no Museu Nacional da Coreia.
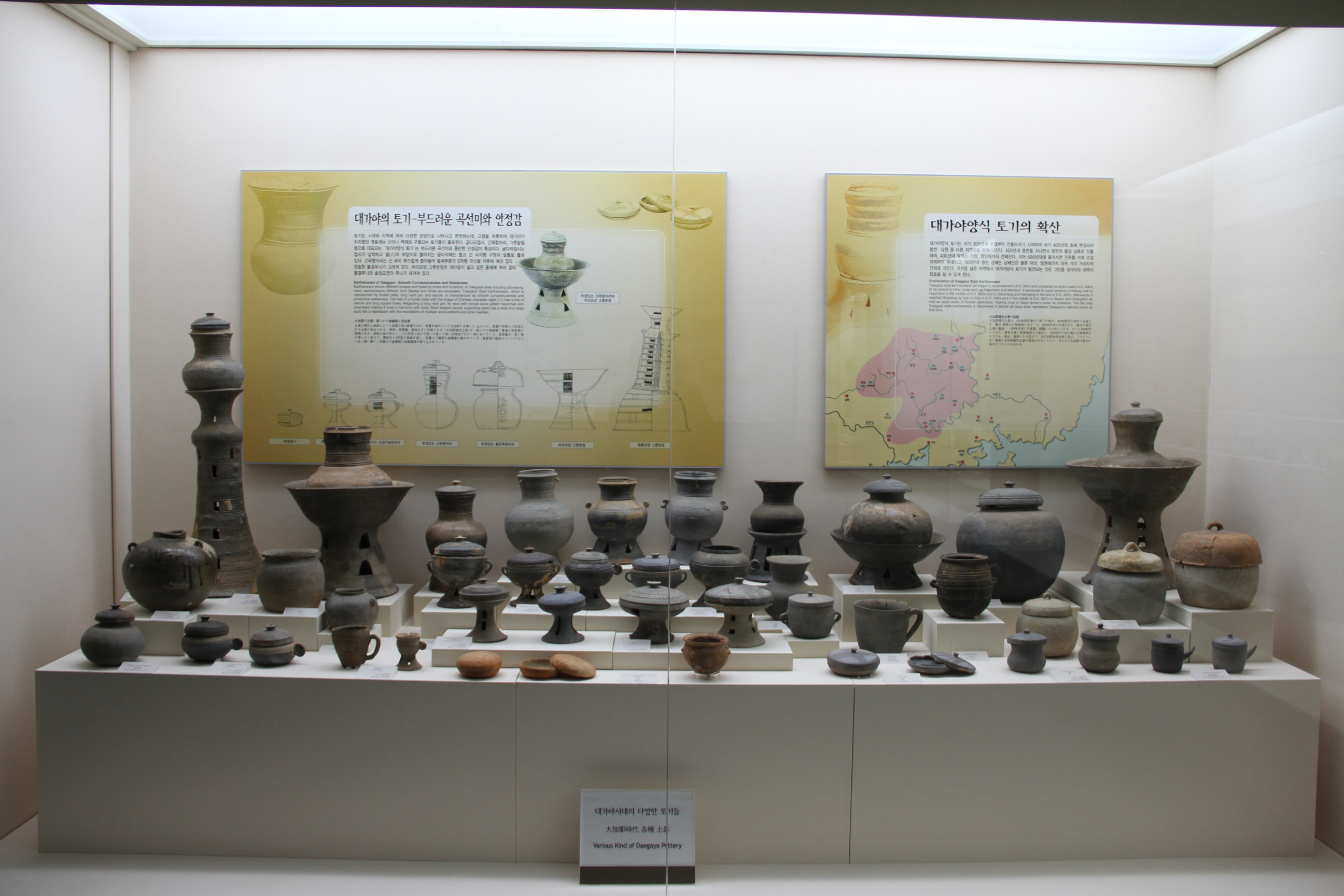
Exposição de artefatos no Museu de Daegaya.
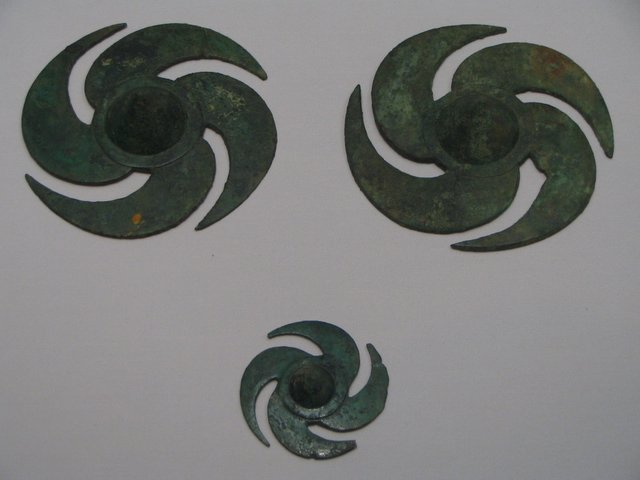
Ornamentos de escudo excavaos do cemitério de Daeseong-dong em Gimhae.
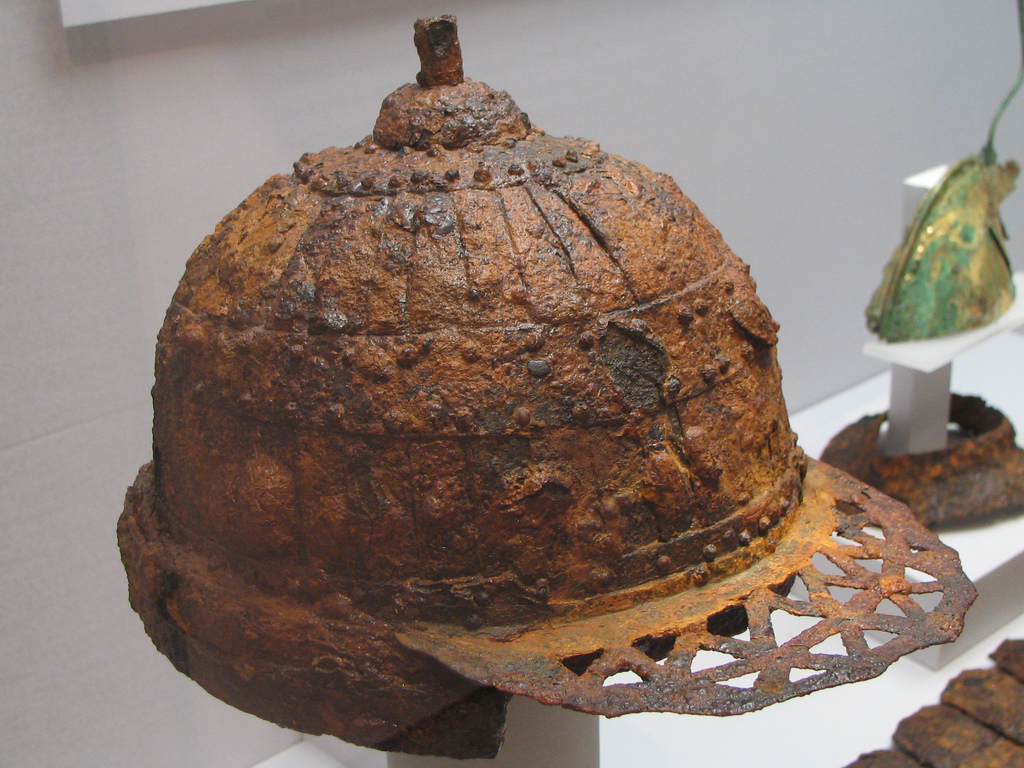
Capacete de ferro.
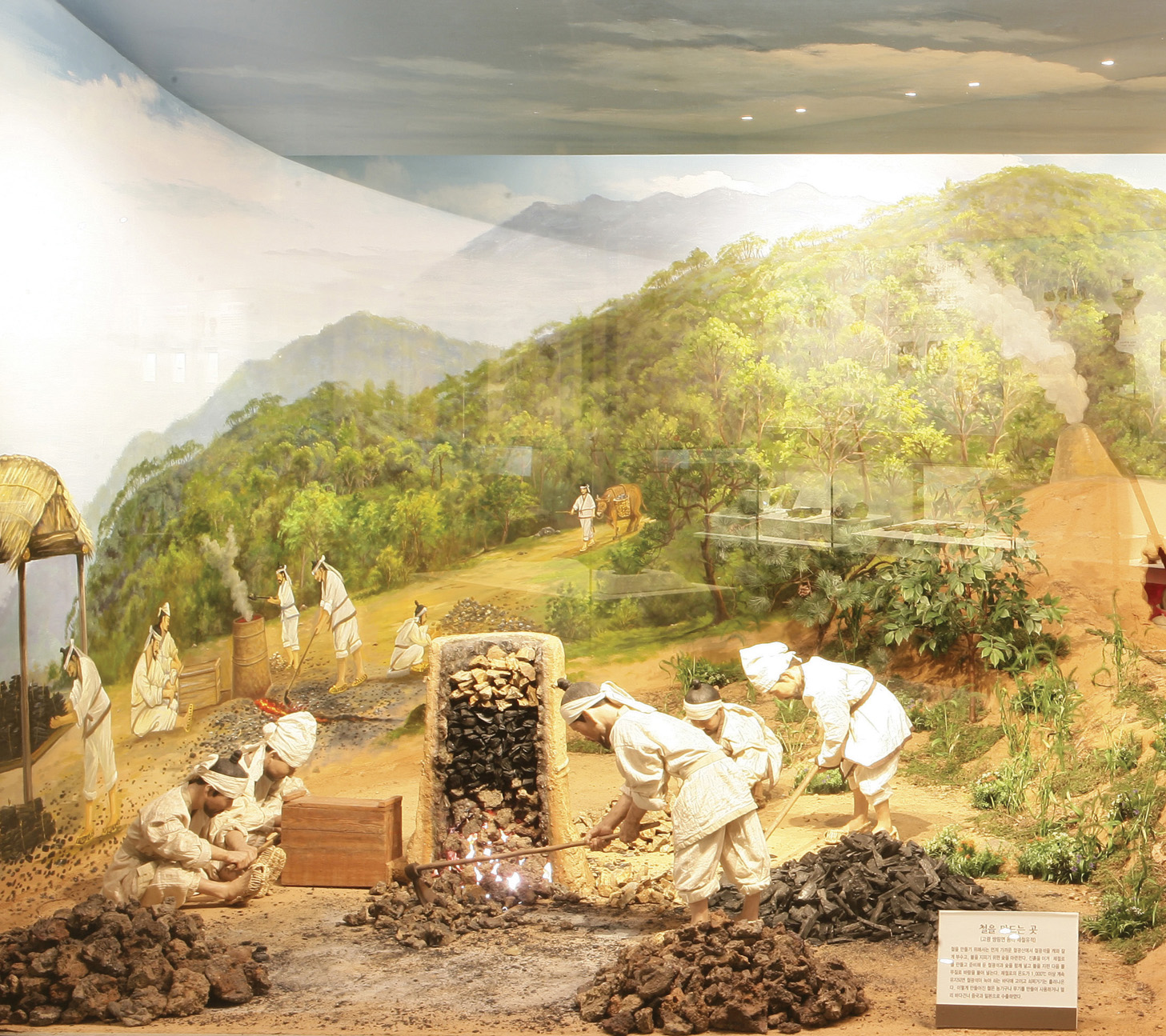
Modelo de refinaria do povo de Gaya.
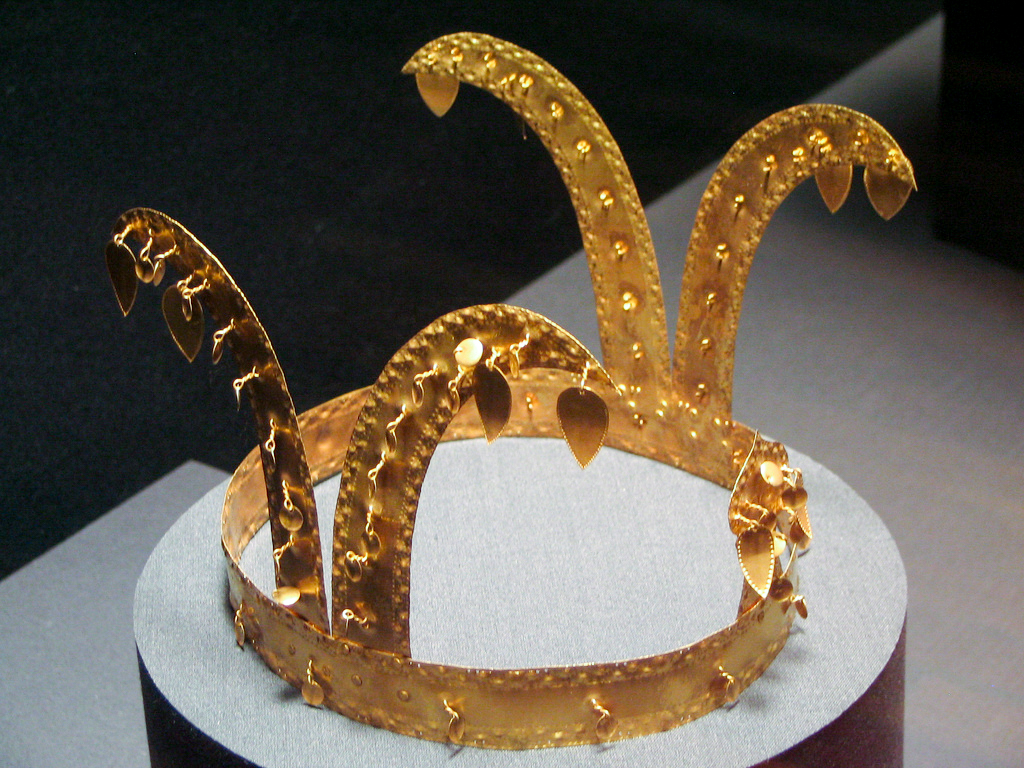
Coroa de Gaya.
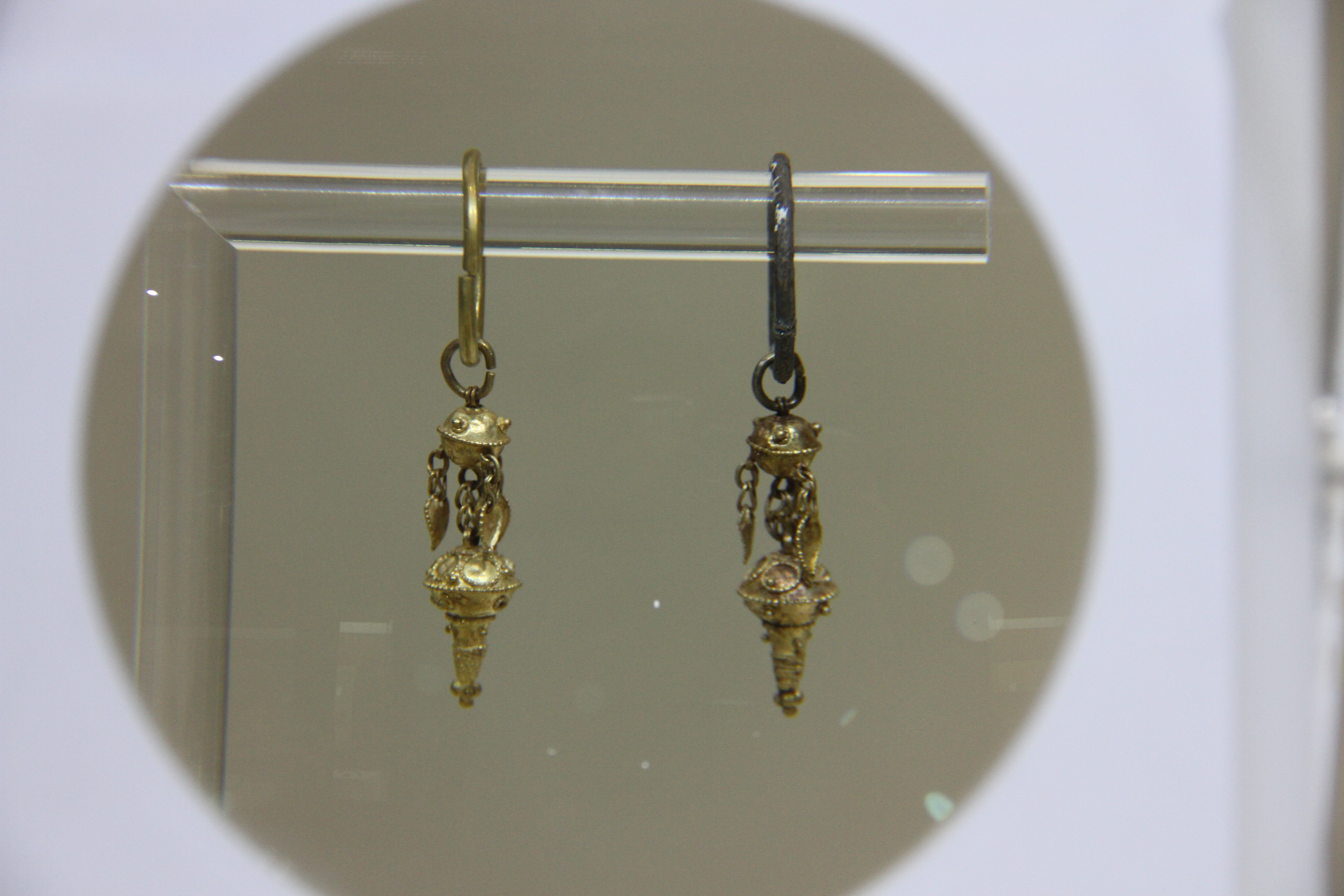
Brincos de Gaya.
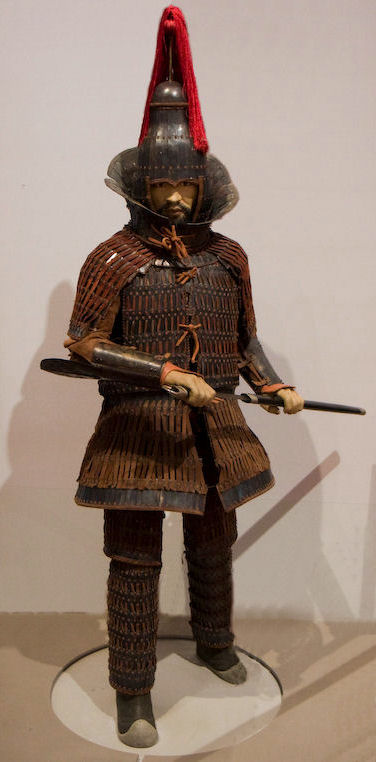
Soldado de Gaya